# Pebrot de Padrón

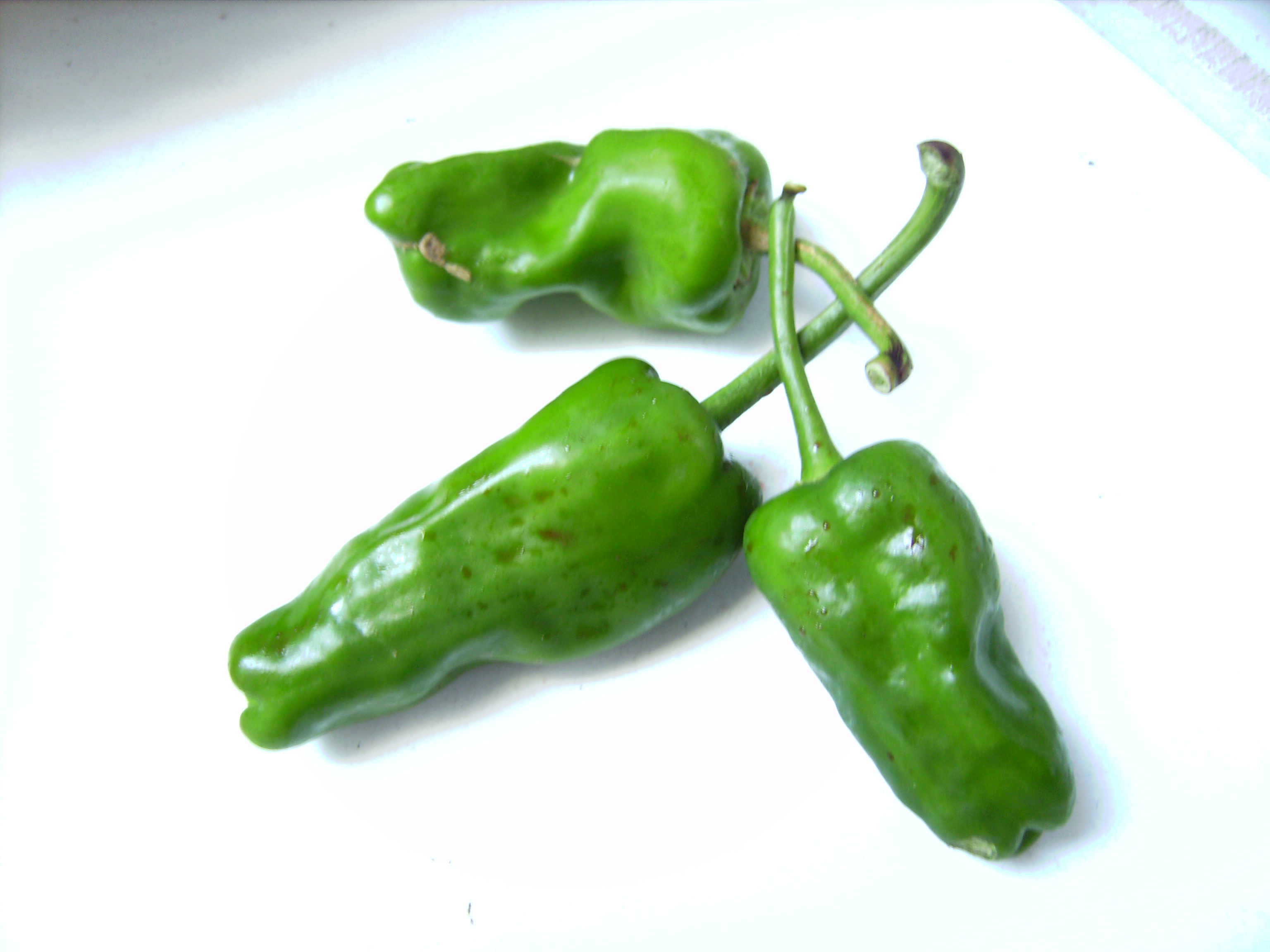
Pebrots de Padrón conreats a Castelltallat.

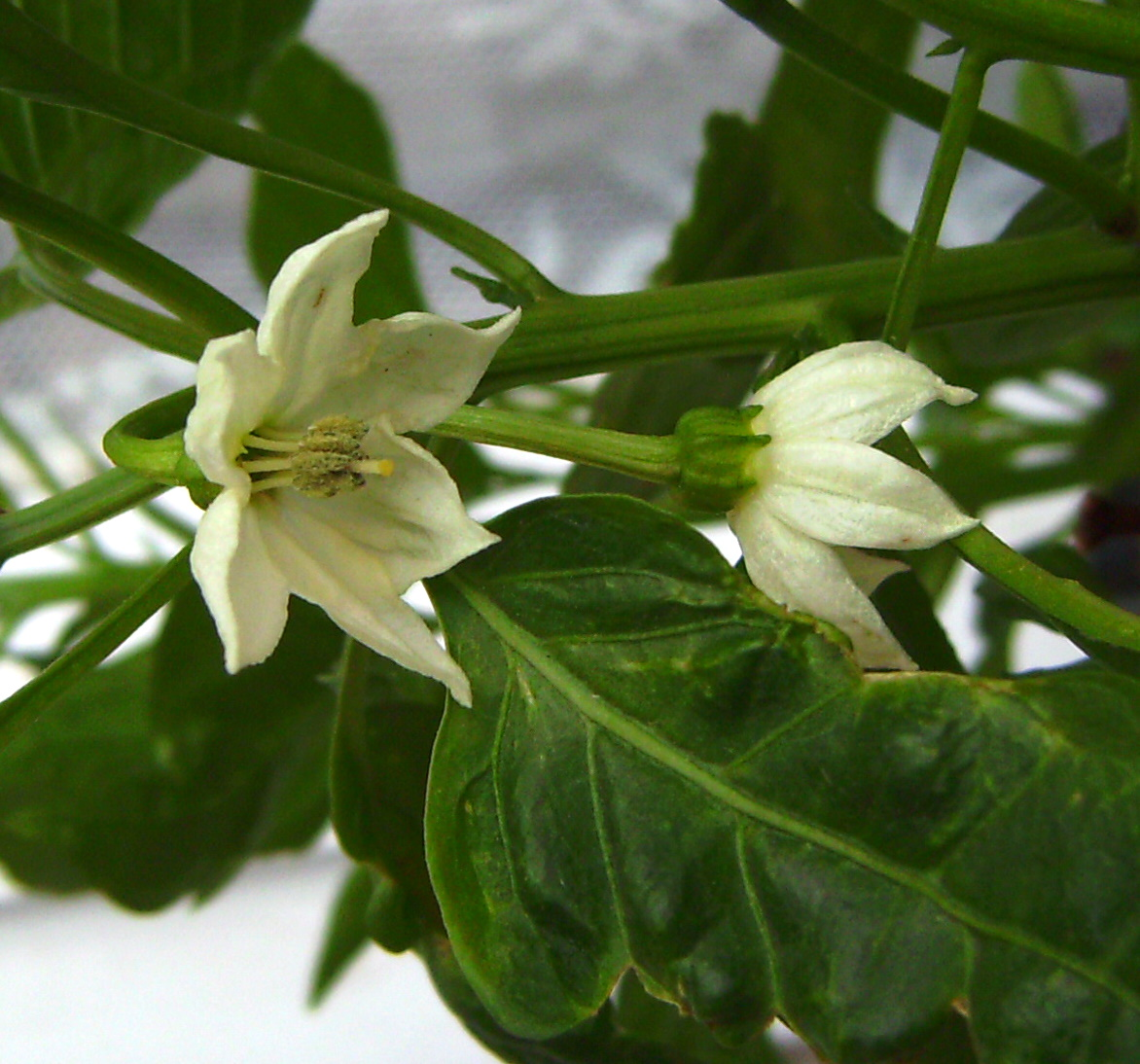
Flors de pebrotera de Padrón

El pebrot de Padrón (en gallec: Pementos de Padrón) o d'Herbón, és una varietat de pebrot (espècie Capsicum annuum L.) categoritzada com indicació geogràfica protegida amb denominació d'origen, originària d'Herbón, al municipi de Padrón (província de la Corunya, Galícia).
És un pebrot de dimensions petites (3,5 a 5,5 cm de llargada i 1,5 a 2 cm de diàmetre en la part més ampla), són de color verd oliva o verd groguenc, ja que es cullen immadurs. La forma és allargada, cònica o fusiforme. La polpa fa uns 1,5 mm. A més de tenir un sabor intens hi ha alguns exemplars molt picants (en general entre un 10 a un 25%) 

## Història
El nom d'Herbón prové de la parròquia d'Herbón, al municipi de Padrón, on aquesta varietat va ser introduïda, cap als segles XVI o XVII, pels monjos de l'orde franciscà procedent d'Amèrica, segurament de Mèxic.
El 1995 van ser reconegudes com a producte de denominació d'origen.
Des de 1978 s'ha celebrat ininterrompudament la Festa do Pemento de Herbón, cada primer dissabte d'agost reconeguda com a festa d'interès turísitic per la Xunta de Galícia.

## Conreu
Es fa en hivernacles i a l'aire lliure la denominació d'origen (a Galícia) té 14 hectàrees sota hivernacle i 20 ha a l'aire lliure. També es conrea (sense denominació d'origen) al mediterrani de la península Ibèrica i al Marroc.
Se sembra entre febrer i març als hivernacles (sense calefacció) i entre l'abril i el maig a l'aire lliure. Es cull a partir de mitjans de maig fins a novembre.

## Picantor
Segons el refranyer gallec Os pementos de Padrón, uns pican e outros non. La Capsaïcina és la responsable del sabor picant i es forma durant la maduració del fruit. Sembla que els pebrots que han rebut més llum són els més picants.

## Usos

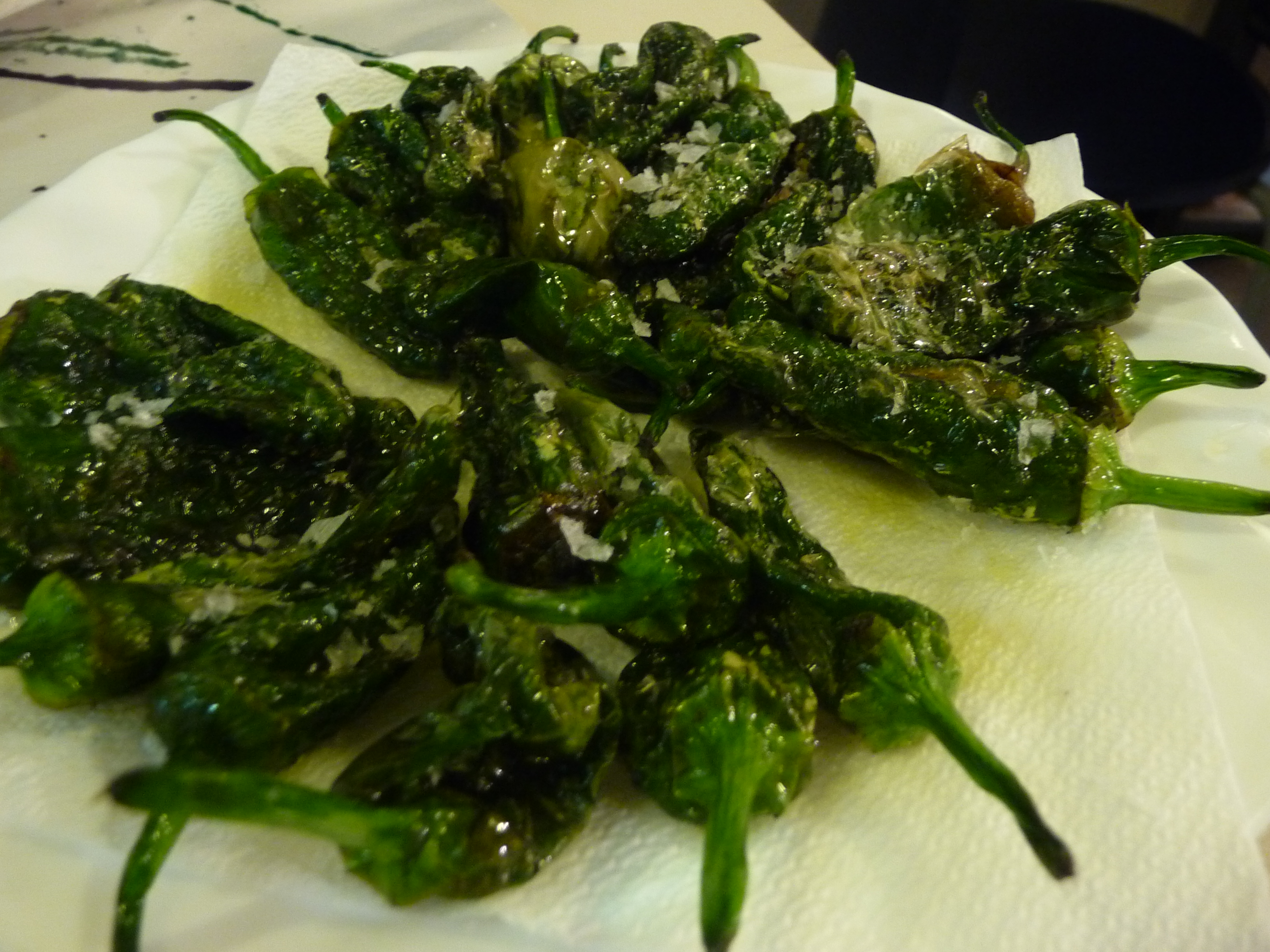
Pebrots de Padrón amb sal grossa

Es fan a la planxa o fregits s'adoben amb sal gruixuda. No convé deixar que es refredin. Acompanyen carn, marisc o peix.